# Station JR Miyamaki
Station JR Miyamaki  (JR三山木駅,  JR Miyamaki-eki) is een spoorwegstation in de Japanse stad Kyōtanabe. Het wordt aangedaan door de Gakkentoshi-lijn. Het station heeft twee sporen, gelegen aan twee zijperrons. 

## Treindienst

### JR West
| 1 | ■ Gakkentoshi-lijn | richting Shijōnawate en Kyōbashi |
| 2 | ■ Gakkentoshi-lijn | richting Kizu                    |

## Geschiedenis
Het station werd in 1952 geopend als station Kamitanabe. In 1997 werd de naam veranderd in JR Miyamaki. In 2002 werd het station 200 meter in de richting van Kizu verplaatst.

## Overig openbaar vervoer
Er bevindt zich een klein busstation nabij het station. Er vertrekken voornamelijk bussen van en naar de nabijgelegen Dōshisha Universiteit.

## Stationsomgeving
- Station Miyamaki aan de Kintetsu Kioto-lijn
- 7-Eleven
- Circle-K
- FamilyMart

Kizu · Nishi-Kizu · Hōsono · Shimokoma · JR Miyamaki · Dōshisha-mae · Kyōtanabe · Ōsumi · Matsuiyamate · Nagao · Fujisaka · Tsuda · Kawachi-Iwafune · Hoshida · Higashi-Neyagawa · Shinobugaoka · Shijōnawate · Nozaki · Suminodō · Kōnoikeshinden · Tokuan · Hanaten · Shigino · Kyōbashi